# Pedetidae
Los pedétidos (Pedetidae) son una familia de roedores del suborden Anomaluromorpha. En la actualidad sólo sobreviven dos especies en el África subsahariana, pero se han encontrado fósiles en el resto de África y en Oriente Próximo.

## Géneros
Se reconocen los siguientes:
- Pedetes Illiger, 1811 (desde el Plioceno hasta la actualidad en África)[1]
- †Megapedetes MacInnes, 1957 (Mioceno en África, Arabia Saudita, Israel y Turquía)[1]
- †Oldrichpedetes Pickford & Mein, 2011 (desde el Mioceno hasta el Plioceno en África)[2]
- †Rusingapedetes Pickford & Mein, 2011 (Mioceno inferior en África)[2]